# Igor Hürlimann
Igor Hürlimann (* 15. April 1983) ist ein Schweizer ehemaliger Fussballspieler.

## Karriere
Igor Hürlimann begann bei YF Juventus mit dem Fussballspiel. Mit 14 Jahren wechselte er dann zum grossen Stadtnachbar GCZ in die Juniorenabteilung. Bei GC galt Hürlimann als Nachwuchsspieler als grosses Talent. Nach einem dreijährigen Aufenthalt beim FC Baden kehrte er 2005 zu den Hoppers zurück und erzielte bei seinem Debüt in Thun mit einem Distanzschuss aus 30 Metern sogleich sein erstes Tor. Bei den Hoppers kam er in den nächsten Jahren allerdings nie über den Status des Ergänzungsspielers hinaus und wurde als Leihspieler zu Neuchâtel Xamax und zum FC Wil geschickt. 2008 wechselte er zum FC Küsnacht. Ab 2012 spielte er Red Star, ab 2013 wieder in Küsnacht, seit 2015 spielt er in der zweiten Mannschaft des FC Kilchberg.